# Локални избори у Доњој Аустрији 2005.
Локални избори у Доњој Аустрији 2005. су одржани 6. марта 2005. године. За разлику од других савезних држава, градоначелника у Доњој Аустрији бира локално веће, а не бира се на директним изборима.
Следећи локални избори у Доњој Аустрији одржани су 14. марта 2010. године.

## Резултати
Највише гласова је освојила АНП 48,82%, док је друга на месту била СПДА освојивши 38,91% гласова.
| Partei | % (2005)      | % (2000) | Мандати (2005) | Мандати (2000) | Гласови (2005) | Гласови (2000) |
| ------ | ------------- | -------- | -------------- | -------------- | -------------- | -------------- |
|        | 48,82 (+0,49) | 48,02    | 6397           | 6358           | 456.403        | 458.480        |
|        | 38,91 (+3,60) | 35,31    | 4315           | 3812           | 363.723        | 337.054        |
|        | 3,31 (−4,56)  | 7,87     | 214            | 654            | 35.243         | 75.134         |
|        | 3,77 (+1,25)  | 2,47     | 224            | 140            | 30.973         | 23.607         |
| Остали | 5,19 (−0,78)  | 6,33     | 519            | 581            | 48.529         | 60.399         |